# Грінбраєр (округ, Західна Вірджинія)
Шаблон:StateAbbr_ 37°57′ пн. ш. 80°27′ зх. д. / 37.95° пн. ш. 80.45° зх. д.
Округ  Грінбраєр (англ. Greenbrier County) — округ (графство) у штаті  Західна Вірджинія, США. Ідентифікатор округу 54025.

## Історія
Округ утворений 1778 року.

## Демографія
За даними перепису 2000 року загальне населення округу становило 34453 осіб, зокрема міського населення було 9764, а сільського — 24689. Серед мешканців округу чоловіків було 16556, а жінок — 17897. В окрузі було 14571 домогосподарство, 9927 родин, які мешкали в 17644 будинках. Середній розмір родини становив 2,83.
Віковий розподіл населення поданий у таблиці:
| Стать    | До 15 років | 15-21 | 22-29 | 30-39 | 40-49 | 50-65 | 65-85 | Понад 85 |
| -------- | ----------- | ----- | ----- | ----- | ----- | ----- | ----- | -------- |
| Чоловіки | 3192        | 1495  | 1396  | 2178  | 2616  | 3176  | 2279  | 224      |
| Жінки    | 2907        | 1433  | 1544  | 2239  | 2783  | 3393  | 3036  | 562      |

## Суміжні округи
- Вебстер — північ
- Покахонтас — північний схід
- Бат, Вірджинія — схід
- Аллегені, Вірджинія — південний схід
- Монро — південь
- Саммерс — південний захід
- Фаєтт — захід
- Ніколас — північний захід

## Виноски
1. ↑  U.S. Decennial Census. United States Census Bureau. Архів оригіналу за 26 квітня 2015. Процитовано 10 січня 2014.
2. ↑  Historical Census Browser. University of Virginia Library. Архів оригіналу за 11 серпня 2012. Процитовано 10 січня 2014.
3. ↑  Population of Counties by Decennial Census: 1900 to 1990. United States Census Bureau. Архів оригіналу за 3 червня 2013. Процитовано 10 січня 2014.
4. ↑  Census 2000 PHC-T-4. Ranking Tables for Counties: 1990 and 2000 (PDF). United States Census Bureau. Архів оригіналу (PDF) за 18 грудня 2014. Процитовано 10 січня 2014.
5. ↑  State & County QuickFacts. United States Census Bureau. Архів оригіналу за 7 червня 2011. Процитовано 10 січня 2014.(англ.) Наведено за англійською вікіпедією.
6. ↑  American FactFinder. Бюро перепису населення США. Архів оригіналу за 26 лютого 2012. Процитовано 31 січня 2008.

| США | Це незавершена стаття з географії США. Ви можете допомогти проєкту, виправивши або дописавши її. |